# (24260) Kriváň
24260 Krivan (1999 XW127) – planetoida z pasa głównego asteroid okrążająca Słońce w ciągu 4,19 lat w średniej odległości 2,6 j.a. Odkryta 13 grudnia 1999 roku.